# Homoroselaps lacteus
Espèce
Synonymes
- Coluber lacteus Linnaeus, 1758
- Elaps lacteus (Linnaeus, 1758)
- Elaps punctatus Smith, 1826

Homoroselaps lacteus est une espèce de serpents de la famille des Lamprophiidae. 

## Répartition
Cette espèce est endémique du nord de l'Afrique du Sud.

## Description
C'est un serpent venimeux.

## Publication originale
- Linnaeus, 1758 : Systema naturae per regna tria naturae, secundum classes, ordines, genera, species, cum characteribus, differentiis, synonymis, locis, ed. 10 (texte intégral).